# Grabov djed
Grabov djed (lat. Leccinum pseudoscabrum), dedek, grabov dedek, grabov vrganj, gabrovček ili vrgajica je česta gljiva sjeverne i središnje Europe, a česta je i u našim krajevima. Stvara mikorizne veze (mikoriza je simbioza korijena i gljiva) s običnim grabom, rjeđe s drugim listačama kao što su hrast, pitomi kesten, topola, breza ili lijeska.

## Opis
- Klobuk je širok od 3 do 10 centimetara, najprije polukružan, pa otvoren, promjenjive boje, od žućkastosmeđe do tamnosive, na površini često nepravilno smještene udubine; rub je svjetliji, kožica se ne da guliti.
- Cjevčice su prilično duge, do stručka kraće, bijele, zatim sive s laganim daškom na maslinasto.
- Stručak je visok od 7 do 15 cm, pun, bijelosivkast, čitav je prekriven sitnim sivocrnim čehicama; na dodir pocrni; gotovo uvijek zakrivljen.
- Meso je bijelo, drobljivo, na prerezu malo pocrveni, zatim plavi i, na kraju pocrni; okus kiselkast.
- Spore su u masi smeđe, vretenaste 10 – 20 x 5 – 8 μm.

## Stanište
Grabov djed raste od ljeta do kraja jeseni u grabovim, hrastovim, bukovim i miješanim šumama.

## Upotrebljivost
Grabov djed je jestiv, izvrsne kakvoće, premda meso kuhanjem pocrni. Upotrebljava se samo klobuk jer je stručak tvrd.  

## Sličnosti
Grabov djed mijenja boju mesa od slabocrvenkaste do plave pa do crne. Jestiv brezov djed (lat. Leccinum scabrum) ima promjenjivu boju klobuka i dosta sliči grabovom djedu, ali raste isključivo ispod breza i meso na prerezu ne mijenja boju. Postoji još čitav niz vrlo sličnih gljiva koje mijenjaju boju mesa, ali je sretna okolnost da su sve jestive i da nema nikakvih opasnosti od zamjene s otrovnim gljivama.